# Jaume Vila i Pascual
Jaume Vila i Pascual (Gelida, Alt Penedès, 1890 ibid., 1969) fou un escriptor català.
Poeta de motius camperols, escriví obres de teatre folklòric i per a gent jove. Es tracta d’una producció viva, fresca, que retrata magistralment els paisatges, les persones, els monuments, els racons i els costums de Gelida i de molts indrets del país.
Conreà poesia, narracions, contes, novel·la i teatre. La seva única publicació va ser el llibre de poemes Hores rurals (1931). Va deixar una obra literària extensa i prolífica, gran part de la qual resta inèdita.
Al llarg de la seva vida va participar activament a l’Acadèmia de Sant Lluís (posteriorment Els Lluïsos) i el Centre Recreatiu i Cultural, entitats vinculades al moviment catòlic i cultural de Gelida, on va tenir com a deixeble i més tard com amic a Joan Clanchet i Puig. També va participar en diferents Jocs Florals, guanyant-ne diversos premis.
La biblioteca de Gelida porta el nom de l'escriptor. En el marc d'una tasca de recuperació de la figura i obra de l'escriptor l'Ajuntament de Gelida va decidar-li l’any 2005 l'exposició Jaume Vila i Pascual, poeta de Gelida. Més tard, l’any 2006, Teresina Vila i Uberni, filla de l'escriptor, va fer donació del fons documental del seu pare a la Biblioteca de Gelida.

## Obres

### Poesia
- Hores rurals (1931)

Poemes presentats als Jocs Florals de Barcelona
- Poemes de la vida a pagés (1929)
- Petits poemes rurals (1930)
- La pubilla del mas (1930)
- Poema del vent de març (1930)
- Poemes del camp (1930 i 1931)
- Lluminoses (1931)
- La pubilla masovera (1931)
- Poemes de mitja nit (1932)
- Instantánies matinals (1932)
- Tercer misteri de goig (1932)
- Agna-Maria (1932)
- Tardoral (1933)
- Senyor de les montanyes (1933)
- Clarors de l'horta (1933)
- Tardoral (1933)
- La cançó del traginer (1934)
- Capvespres (1934)
- Estampes grises (1935), 2n accèssit a la Viola d'or i d'argent[5]

### Teatre
- Esparvers de camí ral (1953)
- El fill pròdig
- La filla del rei
- La princesa està trista